# José Jacinto Milanés
Pour les articles homonymes, voir Milanés.
José Jacinto Milanés y Fuentes, né le 16 août 1814 à Matanzas et mort le 14 novembre 1863 dans la même ville, est un écrivain, poète et dramaturge cubain.